# Пелика с ласточкой
«Пелика с ласточкой» — пелика (тип древнегреческого сосуда) с искусной росписью краснофигурного стиля; один из шедевров античной коллекции Государственного Эрмитажа в Санкт-Петербурге. Традиционно (по мнению В. Д. Блаватского, О. Ф. Вальдгауера, А. А. Передольской) считалась произведением аттической мастерской Евфрония (работал в 510—460 гг. до н. э.). Со временем эта атрибуция стала встречаться всё реже из-за явных стилевых отличий данной росписи от других произведений мастера Евфрония; не приведена она и на официальном сайте музея.
Мастер Евфроний, вероятно, сначала был только вазописцем, а затем стал владельцем мастерской. Он известен тем, что в свои композиции смело вводил бытовые темы и лирические мотивы, которые обычно не включались в «высокий жанр» мифологических сюжетов. «Заставляя своих персонажей говорить, наш вазописец писал около каждого произносимые им слова. Это обогащало фабулу, вкладывало в неё большее содержание, показывало зрителю иной раз не только действие, но даже характер действующих лиц».
На лицевой стороне «Пелики с ласточкой» в трапециевидном обрамлении представлена лирическая сцена. Сидящий на стуле юноша, указывая рукой в небо, обращает внимание на ласточку, вестницу весны, и восклицает: «Смотри: ласточка» (др.-греч.  ιδοu χελιδών). Сидящий напротив юноши мужчина  разворачивается (мастер умело изображает фигуру в сложном ракурсе) и, запрокинув голову, подтверждает: «Правда, клянусь Гераклом» (др.-греч.  uη τον Ηραχλεα). Ещё один участник сцены, мальчик справа, поднимая руку вверх, кричит в восторге: «Вот она» (др.-греч. αuτηι).
Диалог завершает надпись: «Уже весна» (др.-греч. Εαρ ήδη). В античной поэзии известны стихотворения, посвящённые весне и прилёту ласточек. Но говорящее произведение искусства, столь непосредственно передающее настроение персонажей, — редкое явление. Характерно пространственное решение росписи. Изображённые мастером фигуры находятся на одном уровне, они «прикреплены» к горизонтальной линии обрамления. Но благодаря ракурсам, жестам и, в немалой степени, кривизне поверхности сосуда чёрный фон росписи воспринимается пространством, воздухом и даже небом, в котором летит ласточка — символ весны.
Считается, что ваза была приобретена в Италии графом Н. Д. Гурьевым, который в первой половине XIX века возглавлял русские посольства в Неаполе и Риме. Его брат Александр (1789—1865) в бытность председателем департамента экономии проиграл вазу в карты сотруднику того же департамента — Александру Абазе. После смерти Абазы у его наследников вазу приобрёл в 1901 году Императорский Эрмитаж.